# Dimante (padre di Ecuba)
Dimante (in greco antico: Δύμας?, Dýmas) o Dimas è un personaggio della mitologia greca, re di Frigia, padre di Ecuba, la sposa del re Priamo di Troia e di Otreo e di Teano.

## Mitologia
Il padre di Dimante fu Eioneo, figlio di Proteo, ed in questo caso la madre di Ecuba sarebbe la ninfa Eunoe, figlia della divinità fluviale Sangario.
Proprio Omero afferma che Dimante ebbe un figlio chiamato Asio, che combatté nella guerra di Troia (da non confondere col suo omonimo, ovvero il figlio di Irtaco, anche lui combattente a Troia).
Secondo uno scolio Dimante ebbe un altro figlio di nome Otreo, che combatté contro le Amazzoni una generazione prima della guerra di Troia.
Sua moglie era Eunoe, figlia del sacro fiume Sangario, ed in realtà Dimante ed i suoi aspetti frigi sembrano strettamente relazionati a questo fiume (il terzo più grande dell'attuale Turchia e sfociante nel Mar Nero). La stessa etimologia del nome Dimante inoltre è oscura e probabilmente non-ellenica e ogni tentativo di collegamento a un altro importante re frigio (Re Mida) può essere fatto solo per coincidenza.